# Albrecht III xứ Sachsen
Albrecht III xứ Sachsen (27 tháng 1 năm 1443 – 12 tháng 9 năm 1500) có biệt danh là Albrecht Táo bạo hay Albrecht Dũng cảm, ông là người lập ra dòng Albertine, nhánh thứ của Nhà Wettin. Sau khi cha của ông là Friedrich II, Tuyển hầu xứ Sachsen qua đời vào năm 1464, ông trở thành người đồng cai trị Tuyển hầu xứ Sachsen cùng anh trai là Ernst, Tuyển hầu xứ Sachsen (người lập ra dòng Ernestine). Đến năm 1485, Hiệp ước Leipzig được ký kết giữa hai anh em, Albrecht được nhận Bá quốc Meissen và các quận xung quanh, trong khi đó Ernst thì tiếp nhận ngai vàng tuyển hầu xứ Sachsen. Đến năm 1547, thời cháu nội của ông là Công tước Moritz, dòng Albertine đã trở thành Tuyển hầu xứ Sachsen, đẩy dòng chính Ernestine xuống.